# گلیم افشار آذربایجان
گلیم افشار آذربایجان نوعی گلیم است که از دیرباز به دست مردمان آذربایجان بافته می‌شده‌است، و بسیار شبیه به دست بافته‌های شمال غربی ایران است.

## ویژگی گلیم افشار آذربایجان
- زمینه این گلیم یکدست و دارای ترنج‌های بزرگ است.
- این گلیم دارای حاشیه باریک است.
- اندازه وشکل این گلیم‌ها بلند و مستطیل شکل و بعضی اوقات کوچک است.
- مواد اولیه به کار رفته در این گلیم تارهای نخی و پودهای پشمی است.
- روش بافت معمولاً در این گلیم‌ها چاکدار و بعضی اوقات بافت متصل جفت قلاب است.
- رنگ به رفته در آن: قرمز تیره ،آبی، سفید است.
- ریشه‌ها به صورت گیس بافته شده‌است.
- شیرازه‌ها به وسیله ریسمان اضافه تقویت شده‌است.

## وجه تسمیه
در قرن دوازدهم پیش از حمله مغولان و مردم ترک نژاد اقوامی از افشار در آذربایجان بوده‌اند. تعدادی از آن‌ها هم چنان نیز در سواحل دریاچه ارومیه زندگی می‌کنند و گروه‌های دیگر از آنان به صورت چادرنشین به اراضی ما بین کوه‌های سهند و چراگاه‌های زمستانی شان واقع در ساحل شرقی دریاچه ارومیه مهاجرت کردند.